# Philautus extirpo
Philautus extirpo és una espècie extinta de granota que vivia a Sri Lanka.